# Garmin G3000

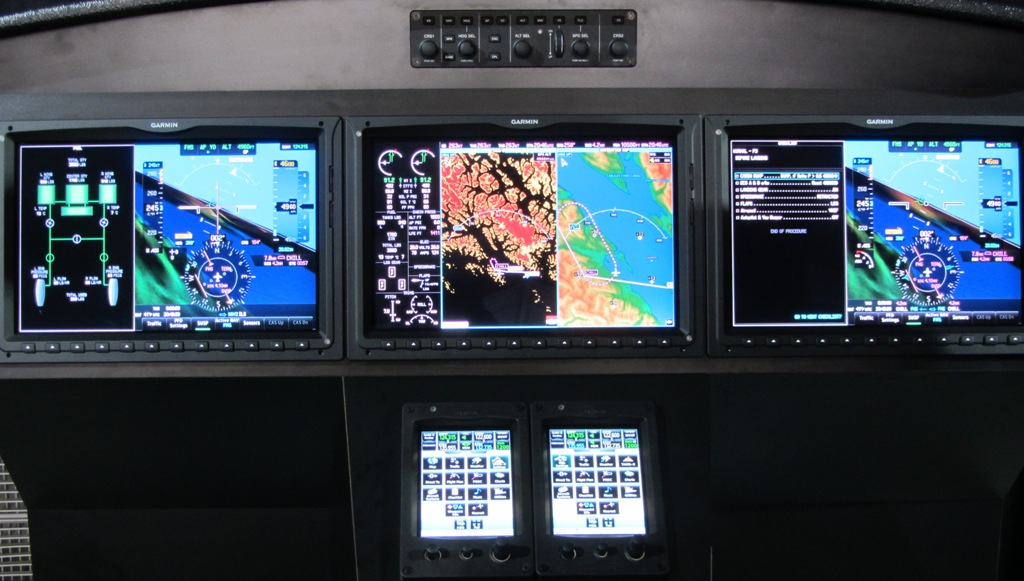
Mehrere Garmin G3000 in einer Honda HA-420

Das Garmin G3000 ist das erste Touchscreen basierende Avioniksystem für kleine Flugzeuge mit Turbine. Es besteht aus mehreren 39 cm großen Cockpit-Bildschirmen und verschiedenen 14,5 cm großen Touchscreen-Bildschirmen zur intuitiven Bedienung. Das G3000 enthält Garmins Synthetic Vision Technologie, einer grafischen 3D-Darstellung des Bodens. Das G3000 wurde auf der NBAA Convention 2009 vorgestellt.
Am 30. Oktober 2019 gab Garmin bekannt, dass die Piper M600 und der Cirrus Vision Jet die ersten Flugzeuge der allgemeinen Luftfahrt sein werden, die mit dem Autoland-Notfallsystem des Unternehmens zertifiziert sind, mit dem das Flugzeug im Notfall automatisch landet. Das Autoland-System wurde am 18. Mai 2020 eingeführt. Es wird von Garmin als „Autonomí“ bezeichnet.

## Anwendungen

### G2000
- Cessna Corvalis TTx

### G3000
- Cessna Citation CJ3+/M2[5]
- Cirrus Vision SF50
- Daher TBM 930/TBM 940[6][7]
- Diamond DART Series[8]
- Embraer Phenom 100 und 300
- Heart ES-19[9]
- Honda HA-420 HondaJet
- Piper M600[10]
- Northrop F-5AT[11]

### G5000
- Cessna Citation Latitude
- Cessna Citation Longitude[12]
- Cessna Citation Sovereign+
- Cessna Citation X+
- Cessna Citation XLS (retrofit)
- Hawker 400 (retrofit)
- Learjet 70/75[13]
- Eviation Alice

### G5000H
- Bell 525 Relentless